# Micronesia ai Giochi della XXXII Olimpiade
Gli Stati Federati di Micronesia hanno partecipato ai Giochi della XXXII Olimpiade, che si sono svolti a Tokyo, Giappone, dal 23 luglio all'8 agosto 2021 (inizialmente previsti dal 24 luglio al 9 agosto 2020 ma posticipati per la pandemia di COVID-19). La delegazione era composta da tre atleti, due uomini e una donna.

## Delegazione
| Sport            | Uomini | Donne | Totale |
| ---------------- | ------ | ----- | ------ |
| Atletica leggera | 1      | -     | 1      |
| Nuoto            | 1      | 1     | 2      |
| Totale           | 2      | 1     | 3      |

## Risultati

### Atletica leggera
| Q | Qualificato al turno successivo per la posizione in qualificazione                                                           |
| q | Qualificato per il turno successivo per ripescaggio o, negli eventi su campo, conquistando la misura minima per qualificarsi |

Maschile
Eventi su pista e strada
| Atleta     | Evento | Preliminari | Preliminari | Batteria        | Batteria        | Semifinale      | Semifinale      | Finale          | Finale          |
| Atleta     | Evento | Risultato   | Posizione   | Risultato       | Posizione       | Risultato       | Posizione       | Risultato       | Posizione       |
| ---------- | ------ | ----------- | ----------- | --------------- | --------------- | --------------- | --------------- | --------------- | --------------- |
| Scott Fiti | 100 m  | 11"25       | 6º          | Non qualificato | Non qualificato | Non qualificato | Non qualificato | Non qualificato | Non qualificato |

### Nuoto
Maschile
| Atleta        | Evento      | Batterie | Batterie  | Semifinali      | Semifinali      | Finale          | Finale          |
| Atleta        | Evento      | Tempo    | Posizione | Tempo           | Posizione       | Tempo           | Posizione       |
| ------------- | ----------- | -------- | --------- | --------------- | --------------- | --------------- | --------------- |
| Tasi Limtiaco | 200 m misti | 2'07"69  | 45º       | Non qualificato | Non qualificato | Non qualificato | Non qualificato |

Femminile
| Atleta         | Evento     | Batterie | Batterie  | Semifinali      | Semifinali      | Finale          | Finale          |
| Atleta         | Evento     | Tempo    | Posizione | Tempo           | Posizione       | Tempo           | Posizione       |
| -------------- | ---------- | -------- | --------- | --------------- | --------------- | --------------- | --------------- |
| Taeyanna Adams | 100 m rana | 1'25"36  | 41ª       | Non qualificata | Non qualificata | Non qualificata | Non qualificata |